# Bowness-on-Solway
Bowness-on-Solway är en by i Bowness i Cumbria i England. Den har en kyrka och ett slott.